# 사이드암
사이드암(Sidearm)은 야구에서 투수의 투구 동작 중 하나이다. 몸을 웅크렸다가 팔을 어깨와 수평으로 맞힌 뒤에 공을 옆으로 던지기 때문에 채찍이라는 별칭으로 부른다.

## 개요
어깨 위로 던지는 오버핸드에 비해 볼끝의 변화를 강조할 수 있는 투구폼. 내리꽂는 폼이 아니기 때문에 중력의 도움을 받을 수 없으며, 이로 인해 발생하는 디메리트를 상쇄하기 위하여 상대적으로 팔꿈치와 손목의 힘이 강조되는 점이 특징이다. 오버핸드의 경우 릴리스 포인트가 흔들리면 종 방향 제구에 난조가 오는 반면 사이드암 스로는 횡 방향 제구가 흐트러진다는 것이 특징이다. 반대로 말하면 일정 수준에 오를 경우 바운드볼 블로킹에 취약한 포수와 궁합이 좋다.
더욱이 투구법의 특성상 좌완 투수가 우타자를 상대할 때나 우완 투수가 좌타자를 상대할 경우엔 공이 먼 바깥에서부터 평행한 궤적을 그리며 다가오는 느낌을 주기 때문에 상대적으로 공략 당하기 쉽다는 약점도 가지고 있다. 물론 정통파라도 좌투수가 우타자에게 약하고 우투수가 좌타자에게 약하긴 하지만 팔각도가 수평한 사이드암 투수는 그런 경향이 특히 두드러진다.
위에 언급한 약점 때문에 선발투수로 활약하기는 어려운 편이지만 선수에 따라 사이드암에서 유독 강력한 구위로 윽박지르는 경우가 있기 때문에 Case By Case라고도 불린다. 그리고 좌완 선발투수를 구하기 어려운 경우 선발투수 로테이션 레파토리를 조금이나마 다양하게 할 수 있는 방편 중 하나가 우완 사이드암 투수인지라 4이닝 이상 소화할 수 있는 능력이 검증된다면 하위선발 후보로 활약할 수는 있다.
위에 설명한 단점에도 불구하고 일정 경지에 오른 사이드암 투수는 강력한 메리트를 하나 가지고 있는데, 공을 잘 채는 사이드암 투수의 패스트볼은 포심과 투심을 막론하고 극심한 횡변화를 보인다는 점이다. 오버핸드 패스트볼이 종변화로 인해 히팅포인트가 점으로 형성되는 데에 비해 히팅 포인트가 횡선으로 형성되어 헛스윙을 이끌어내기는 어려우나 스윗 스팟을 빗겨나가는 타구를 양산해 맞춰잡는 투수로 특화되어 본인의 노력에 따라 상대적으로 투구수를 아낄 수 있다. 여기에 어느 정도의 종변화구가 더해지면 사이드암으로서의 단점을 어느 정도 절충할 수도 있다.

## 대한민국의 사이드암 투수
- KIA 타이거즈 - 전우엽, 박준표, 임창용, 임기영, 변시원, 박진태, 김대유(좌완)
- 두산 베어스 - 김창훈(좌완), 박민석, 이정호, 김성배, 박치국,최원준
- 롯데 자이언츠 - 배장호,  이재곤, 김성호, 오현택, 이강준
- 삼성 라이온즈 - 신용운, 권오준, 심창민, 이영욱, 임현준 (좌완)
- 한화 이글스 - 임경완, 정재원, 정대훈, 김재영, 강재민, 신정락
- LG 트윈스 - 김선규, 신승현, 정우영
- SSG 랜더스 - 백인식, 임치영, 조웅천, 박민호
- 키움 히어로즈 - 마정길, 한현희, 양현, 신재영, 김동혁
- NC 다이노스 - 이재학, 원종현
- KT 위즈 - 김기표, 고영표

## 일본의 사이드암 투수
- 모리후쿠 마사히코 (좌완)
- 다카쓰 신고
- 마스다 나오야
- 마쓰나가 다카히로 (좌완)
- 마이클 나카무라
- 미야니시 나오키 (좌완)

## 같이 보기
- 언더핸드